# ハリー・マイオーネ
ハリー・"ハッピー"・マイオーネ（Harry "Happy" Maione、1908年10月7日 - 1942年2月19日）はマーダー・インクの殺し屋。イタリア系アメリカ人。あだ名はハッピー。

## 来歴
ブルックリン北部のオーシャンヒルで生まれ育った。15歳で学校を中退し、6か月衣服屋で働いた。その後ウイリアムズバーグで靴磨き屋で働いた。16歳の時強盗で逮捕された。その時警官を殴り倒し、銃を奪った。すぐ取り押さえられたが、この武勇伝がオーシャンヒル一帯のビリヤード場に出入りするギャングに知れ渡った。地元の仲間を集め、強請ギャング団を結成した。競馬の賭け組織や商店への用心棒代で生計を立て、表向きは花屋をやっていた。女癖が悪くレイプで2回逮捕され、31歳まで35回の逮捕歴があった。
1930年、隣町ブラウンズヴィルでシャピロ兄弟と抗争していたエイブ・レルズやマーティン・ゴールドスタインから仲間になるよう持ちかけられ、縄張りの分配に預かることを条件に、部下フランク・アッバンダンドと抗争に参加した（ブルックリン・インク）。1930年半ばより仲間を殺しあう復讐合戦にエスカレートし、1931年7月アーヴィング・シャピロの殺害、同年9月メイヤー・シャピロの殺害を通じてブラウンズヴィルの縄張りを乗っ取った。メイヤー殺害容疑でゴールドスタインら仲間と共に検挙されたが、証拠なく放免された。
シャピロの縄張りを奪った一派は、ルチアーノを中心とするシンジケート組織に取り入れられ、契約殺人を請け負う暗殺組織（マーダー・インク）になった。頭領ルイス・"レプケ"・バカルターと副頭領アルバート・アナスタシアの下、イタリア系メンバーの代表幹事を務め、多くの契約殺人に手を染めた。レプケがニューヨーク検事トマス・デューイのターゲットになると、裏切り者予備軍を探し出して殺した。1937年5月、アッバンダンド、ハリー・ストラウスと共に、裏切り者予備軍のジョージ・ラドニックを拉致して殺害した。遺体を車に押し込んだが、まだ息をしていたラドニックをアイスピックや肉切包丁でメッタ刺しにして止めを刺した。
1940年2月、当局に捕まったレルズが死刑を免れるため証言協力者に転じ、同僚の殺人行為を次々と自白すると、マイオーネも逮捕され、裁判にかけられた。1937年5月11日のラドニック殺害がレルズによって生々しく証言され、1940年5月27日、第1級殺人罪が宣告された。裁判中、真っ赤になって机をたたき、証人席のレルズを大声で罵った。1942年2月19日、レプケより先に電気椅子で処刑された。めったに笑わなかったので"ハッピー"のあだ名がついた。

## エピソード
1939年、左官組合2人の暗殺を請け負ったが、用心深い2人に警戒され、近寄れなかった。顔に化粧して女装し、彼らのアジトの地下室に行って玄関前でセクシーに振る舞った。気を許してドアを開けた2人は、マイオーネにあっさり銃殺された。